# Alto de Pinheiros (São Paulo)
Alto de Pinheiros est un district situé dans la zone ouest de la ville de São Paulo et est administré par la sous-préfecture de Pinheiros, dans une région encore comprise par le centre élargi de la capitale.
Le district est desservi par la ligne 9 de la CPTM aux gares de Villa Lobos-Jaguaré et Cidade Universitária.

## Histoire
Les origines du district d'Alto de Pinheiros remontent à l'incorporation de son territoire par la Cia. City of São Paulo Improvement et Freehold Company Limited en 1911. Son urbanisation a commencé en 1912, cependant, les travaux seront interrompus par des accords entre cette société et São Paulo Tramway, Light and Power Company, concessionnaire des services d'éclairage et de transports. La Light, à son tour, favorisera, à partir de 1927, les travaux de rectification de la rivière Pinheiros, fondamentaux pour une meilleure habitabilité de la région, qui a été marquée par de nombreuses crues, surtout pendant l'été.
La fermeture des travaux de rectification a fini par générer une énorme valorisation des terres de la City, ce qui a fait d'Alto de Pinheiros un quartier destiné à une population à haut pouvoir d'achat, ce qui arrive encore aujourd'hui.

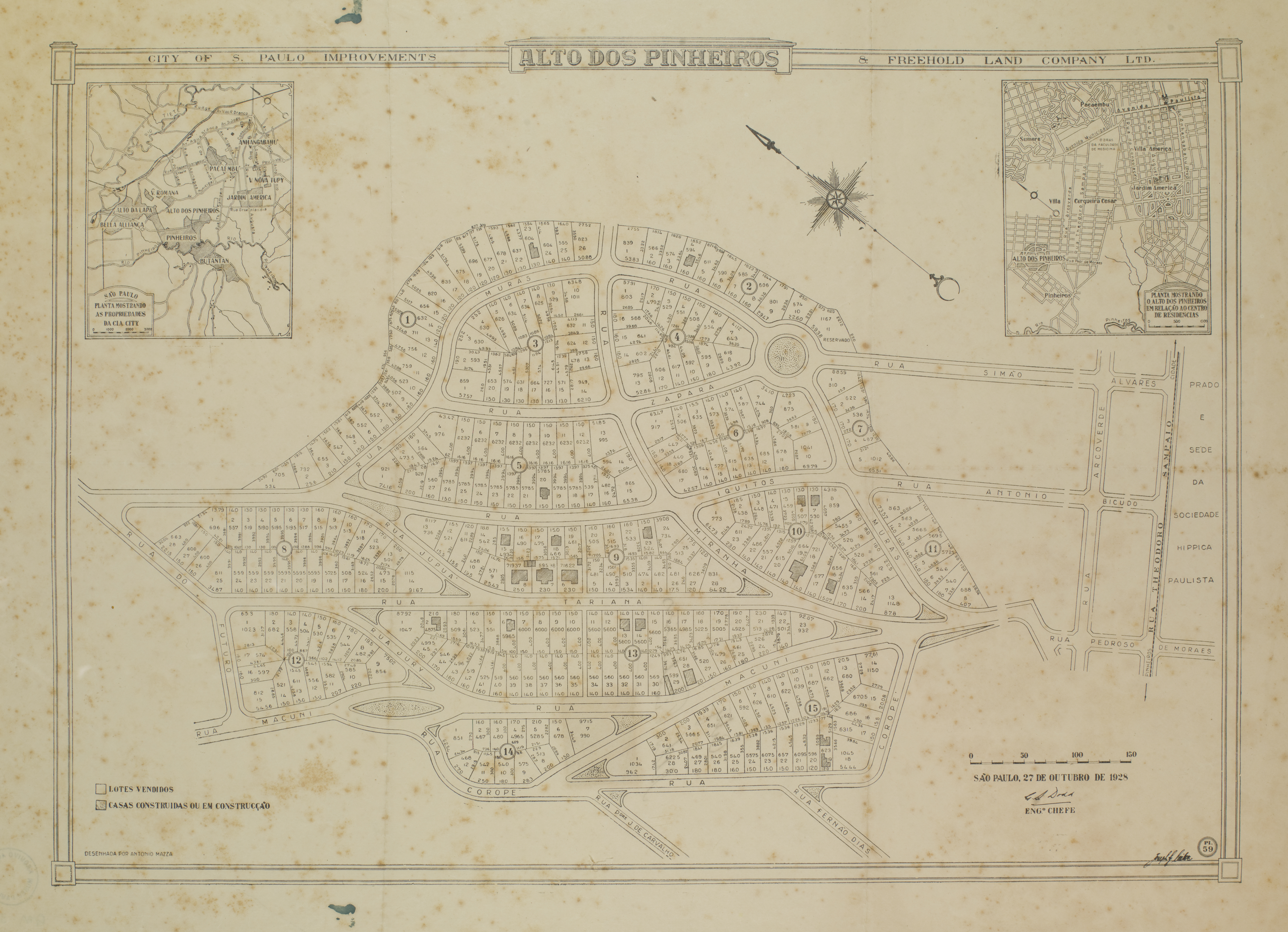
City of S. Paulo Improvements & Freehold Land Company Ltd. Alto dos Pinheiros (1928).

## Caractéristiques
Alto de Pinheiros a une superficie de 7,7 km² et, au recensement de 2000, elle comptait 42 580 habitants. Elle compte une forte concentration d'Allemands, de Portugais, d'Américains, d'Autrichiens et de Suisses, ou descendants de ces nationalités.
Également à Alto de Pinheiros se trouve le parc Villa-Lobos.

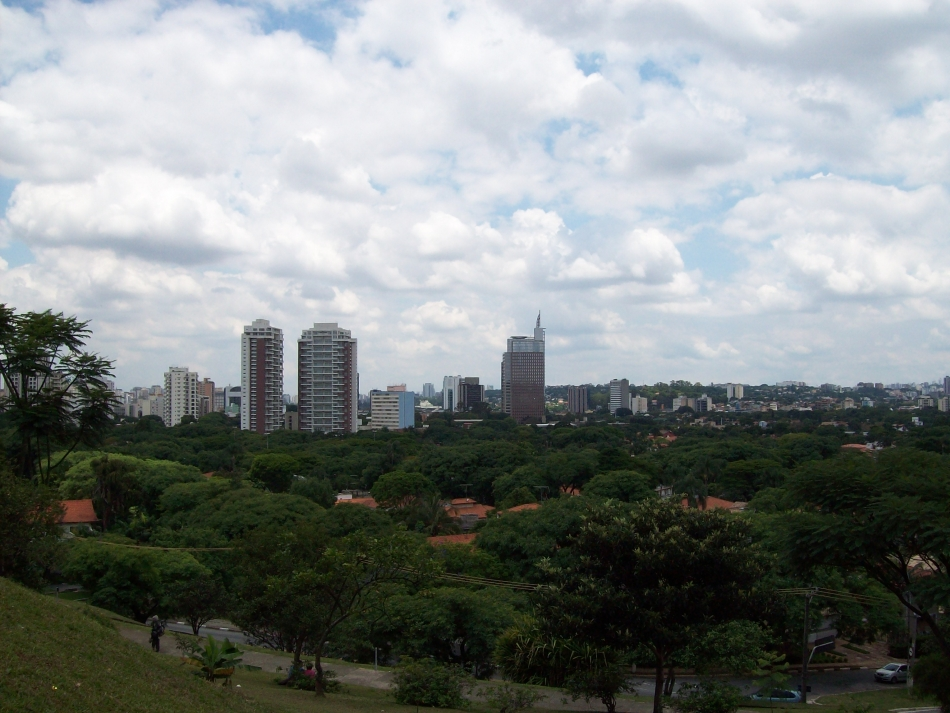
L'intense arborisation de la région.

## Quartiers
Le district d'Alto de Pinheiros compte onze quartiers.
- Alto de Pinheiros
- Boaçava
- Jardin Atibaia
- Jardim Califórnia
- Jardim dos Jacarandás
- Jardin Ligia
- Sítio Boa Vista
- Vila Beatriz
- Vila Ida
- Vila Jataí
- Vila Nogueira

### Vila Beatriz
Le quartier de Vila Beatriz a été urbanisé en 1954, lorsque Alto de Pinheiros était pratiquement terminé, le coin de Vila Beatriz et rue Leão Coroado-Vila Madalena était inexistant car il n'avait pas encore été construit. Il y a une canalisation au Ruisseau des Corujas qui sépare les quartiers Vila Beatriz et Vila Madalena. Le quartier, précédemment nommé Sitio do Rio Verde, est situé du côté ouest du ruisseau.

### Vila Madalena
Le quartier de Vila Madalena est né en 1910 sous le nom de Vila dos Farrapos, l'année où la société Light a commencé à construire une ligne de tramway et une station sur le site. En conséquence, plusieurs travailleurs ont commencé à s'installer dans la région et cela a conduit à la croissance du quartier, qui a été bientôt divisé en lots. Entre 1920 et 1930, le quartier s'est développé, et en 1928, l'électricité a été inaugurée, apportant de meilleures conditions de logement et au milieu de cela un grand nombre d'immigrants portugais.
Le quartier est connu pour sa vie de bohème, depuis 1970, lorsque les étudiants ont choisi de vivre dans cette région. Et en 1980, le quartier était composé de plusieurs bars et discothèques, comme on l'appelle aujourd'hui.
En 1998, Cia. do Metro a installé la station Vila Madalena, une station de métro intégrée à la ligne 2-Verte.
En plus de l'atmosphère bohème, le quartier possède également de nombreuses options culturelles telles que Livraria da Vila et Beco do Batman, une rue pavée étroite, où les murs des deux côtés de la rue sont pleins de graffitis colorés, étant considéré comme un lieu touristique dans la ville.

## Transports
Les stations de métro les plus proches d'Alto de Pinheiros sont Pinheiros (connecte à la gare de Pinheiros de la ligne 9-Émeraude sur la CPTM), Fradique Coutinho et Faria Lima, toutes de la ligne 4-Jaune.

## Événements

### Foire d'art de Vila Madalena
La foire d'art de Vila Madalena est un événement qui a lieu chaque année en août, depuis 1977, organisé par le Centre culturel Vila Madalena. Il reçoit plus de 100 000 visiteurs et occupe environ six pâtés de maisons entre les rues Fradique Coutinho, Wisard, Fidalga, Purpurina et Aspiculeta, à Vila Madalena. La foire est composée d'environ cinq cents stands d'artisanat, cinq scènes musicales, plusieurs stands de restauration et attractions pour différents goûts, et atteint son objectif principal d'occuper l'espace public avec différentes attractions et artistes, de diffuser des initiatives culturelles et de promouvoir des opportunités pour les petits producteurs,.

## Limites
- Nord-Ouest : Pont de Jaguaré, Avenue Queiroz Filho, Place Apecatu, Avenue Queiróz Filho.
- Nord : Rue Oliveira Fortes, rue Cerro Corá.
- Nord-Est : Rue Heitor Penteado, Rue Paulistânia.
- Est/Sud-Est : Rue Cristóvão Burgos, Praça Doutor João Ernesto Faggin, Rue Heitor de Andrade, Rue Natingui, Avenue Professor Frederico Hermann Júnior.
- Sud-Ouest/Ouest : Rivière Pinheiros.

### Districts limitrophes
- Vila Leopoldina (Nord-Ouest).
- Lapa (Nord).
- Perdizes (Nord-Est).
- Pinheiros (Est/Sud-Est/Sud).
- Butantã (Sud, Sud-Ouest/Ouest).

## Tourisme

### Parc Villa Lobos
Avant 1989, la région où se situe le parc de Villa-Lobos était en décalage avec le quartier Alto de Pinheiros. À l'ouest se trouvait un dépôt d'ordures, à l'autre extrémité adjacente à l'actuelle Shopping Villa-Lobos, c'était un dépôt de matériaux dragués de la Pinheiros, et pour le compléter, dans la partie centrale se trouvait un dépôt de matériaux de construction civile. Les premières études de faisabilité d'un parc ont eu lieu pour célébrer le centenaire de Heitor Villa-Lobos en 1987. Les résidents ont réagi positivement à la construction et à l'utilisation de cette zone et, en 1989, l'idée du parc a commencé à prendre forme. Les familles et beaucoup de décombres qui dominaient les lieux ont été enlevés. Le parc a été livré en 1994 et prêt pour les loisirs. En 2004, son administration a été transférée au Secrétariat de l'environnement de l'État de São Paulo. À la fin de la même année, des interventions d'urgence ont été lancées pour résoudre des problèmes d'urgence afin de résoudre des problèmes de maintenance existants sur le site. Des projets d'agrandissement du parc, adaptés à la législation en vigueur et au terrain, ont également démarré, sur la base du projet initial.